# Claudio Rangoni (nuncjusz apostolski)
Claudio Rangoni (ur. 26 września 1559 w Modenie, zm. 2 września 1621) – włoski duchowny rzymskokatolicki, w latach 1593–1621 biskup Reggio Emilia i 1598–1606 nuncjusz apostolski w Polsce.

## Życiorys
16 grudnia 1592 otrzymał nominację na biskupa Reggio Emilia. Sakrę otrzymał 10 stycznia 1593. 10 stycznia 1598 został mianowany nuncjuszem apostolskim w Polsce, z którego to urzędu zrezygnował 16 września 1606. W czasie sprawowania urzędu nuncjusza o jego promocję kardynalską zabiegał król Zygmunt III Waza, mimo składanych obietnic papież Paweł V zmienił jednak zdanie, co doprowadziło do ochłodzenia stosunków pomiędzy nim a królem. Biskupem Reggio Emilia pozostawał Rangoni do śmierci.